# スミレ (秦基博の曲)
「スミレ」は、秦基博の2016年2月24日発売の20枚目シングル。

## 解説
- 19thシングル「Q & A」から約5か月ぶりのリリース。2016年第1弾シングル。
- 2015年10月に三内丸山遺跡で開催された「世界遺産劇場 -縄文あおもり 三内丸山遺跡- Special Live」のLIVE音源が4曲収録される。
- 初回生産限定盤は、アルバム『青の光景』収録曲「Sally」のMUSIC VIDEOを収録したDVD付。

## 収録曲
（全作詞・作曲・編曲：秦基博）
1. スミレ
  - テレビ朝日系金曜ナイトドラマ『スミカスミレ 45歳若返った女』主題歌[1]
  - 自身初の連続ドラマ主題歌。
  - MVは、「MTV VMAJ 2016」の最優秀邦楽男性アーティストビデオ賞（Best Male Video -Japan-）賞に、ノミネートされた。
2. 野ばら（原詩：ゲーテ、訳詞：近藤朔風、作曲：フランツ・シューベルト）
  - クラシエホームプロダクツ「いち髪」CMソング
3. 季節が笑う（Live at 三内丸山遺跡）
4. ダイアローグ・モノローグ（Live at 三内丸山遺跡）
5. トレモロ降る夜（Live at 三内丸山遺跡）
6. Q & A（Live at 三内丸山遺跡）
7. スミレ（backing track）

## 演奏
- 秦基博：Vocal, Chorus, Acoustic Guitar (#1)
- あらきゆうこ：Drums, Tambourine (#1)
- 鈴木正人：Bass (#1)
- 田中義人：Electric Guitar (#1)
- 佐藤帆乃佳ストリングス：Strings (#1)
- 皆川真人：Piano, Synthesizer, Strings Arrangement (#1)